# Кастелло (Венеция)
Кастелло (итал. Castello) — самый большой из шести исторических районов Венеции. Занимает восточную часть города.
Название района происходит от военного поселения римских легионеров — каструма, которое было основано консулом Помпиллием в 132 году до н.э. для охраны дороги Via Popilia, связывающей Равенну и Аквилею. В Средние века на его месте была построена церковь Святого Петра.
Арсенал, который в своё время был верфью для постройки знаменитых венецианских галер, разделяет этот район на две части. Восточная часть покрыта садами, в западной много памятников архитектуры и искусства (обитель Св. Захарии, великая базилика Заниполо, греческая церковь, далматская скуола с фресками Карпаччо и т.д.). Вдоль лагуны проходит Славянский променад, или Рива дельи Скьявоне.
После закрытия Наполеоном кораблестроительной верфи восточная оконечность Кастелло была засажена садами. Теперь это сады Биеннале с павильонами стран-участниц мирового художественного смотра. 
В 1920-е гг. изолированный прежде остров Святой Елены был расширен и соединён с Кастелло тремя мостами. Одновременно там был построен стадион Пьерлуиджи Пенцо для футбольного клуба «Венеция».
- Площадь (кампо) у церкви Санта-Мария-Формоза
- Кампо Заниполо
- Памятник Бартоломео Коллеони (1488) на фоне скуолы Сан-Марко
- Павильон России в садах Биеннале (1914, арх. А. Щусев)